# Dynów
Dynów wymowaⓘ (dawniej Denow) – miasto w województwie podkarpackim, w powiecie rzeszowskim, nad Sanem, w Pogórzu Dynowskim.
Leży w dawnej ziemi sanockiej. Prywatne miasto szlacheckie lokowane w 1489 roku położone było w XVI wieku w województwie ruskim. Dynów uzyskał prawo składu w 1611 roku.
Przed 1945 r. Dynów należał do województwa lwowskiego, po zakończeniu II wojny światowej miasto weszło w skład nowo utworzonego województwa rzeszowskiego. W latach 1975–1998 miasto administracyjnie należało do województwa przemyskiego.
Według danych GUS z 31 grudnia 2024 r. Dynów liczył 5959 mieszkańców, będąc 26. najludniejszym miastem w województwie.

## Struktura powierzchni
Według danych z roku 2002 Dynów ma obszar 24,51 km², w tym:
- użytki rolne: 77%
- użytki leśne: 12%

Miasto stanowi 2,01% powierzchni powiatu.

## Demografia
Według danych z 30 czerwca 2004 r. miasto miało 6030 mieszkańców. Dane z 30 czerwca 2004:

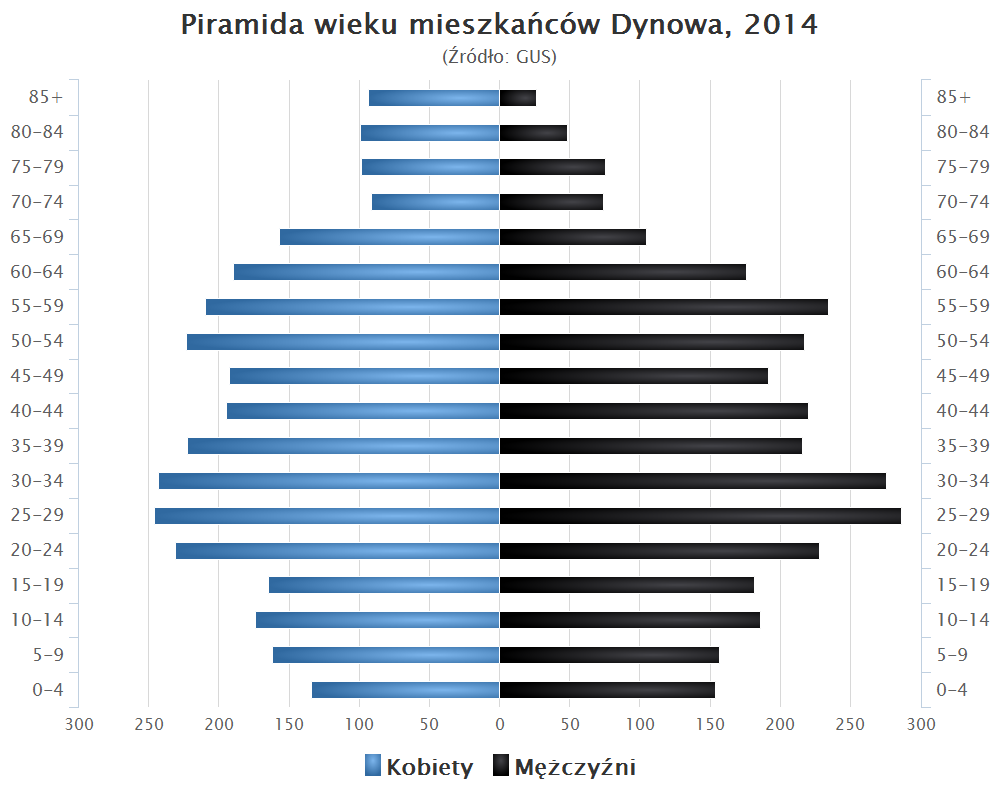
Piramida wieku mieszkańców Dynowa w 2014 roku

| Opis                              | Ogółem | Ogółem | Kobiety | Kobiety | Mężczyźni | Mężczyźni |
| --------------------------------- | ------ | ------ | ------- | ------- | --------- | --------- |
| Jednostka                         | osób   | %      | osób    | %       | osób      | %         |
| Populacja                         | 6030   | 100    | 3080    | 51,1    | 2950      | 48,9      |
| Gęstość zaludnienia [mieszk./km²] | 246    | 246    | 125,7   | 125,7   | 120,4     | 120,4     |

## Historia

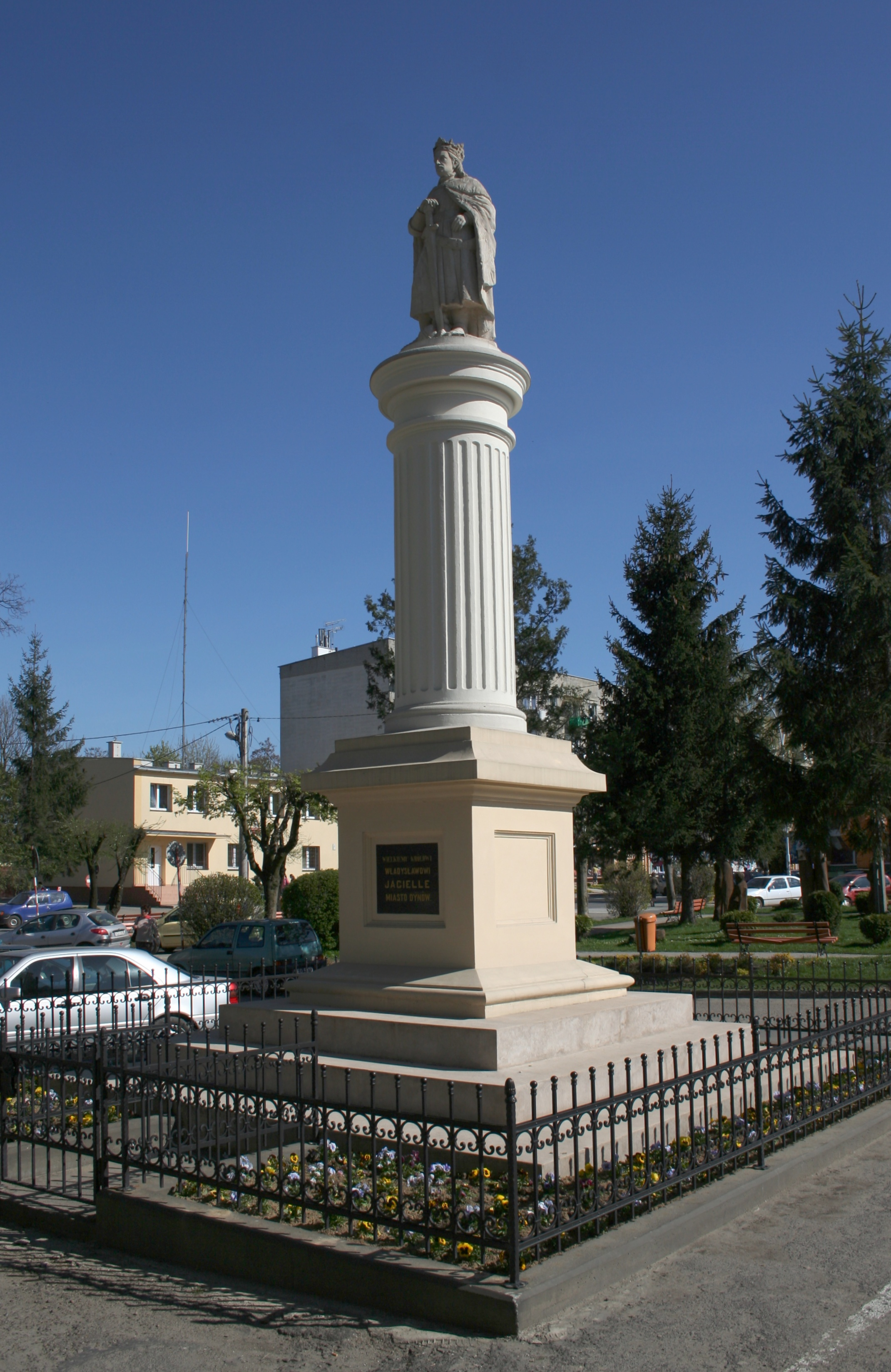
Pomnik króla Jagiełły

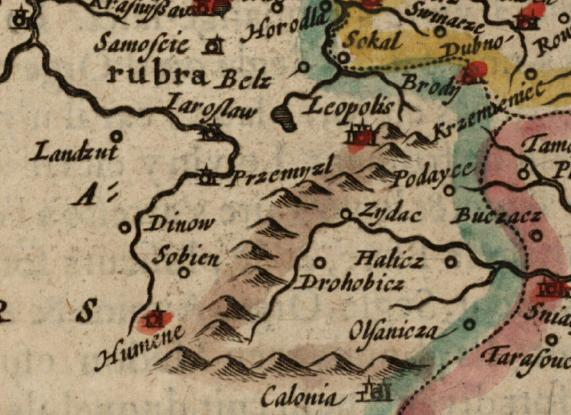
Sobień, Dynów i Łańcut (Landzut) na mapie Mercatora, wydanie z roku 1634, Antwerpia

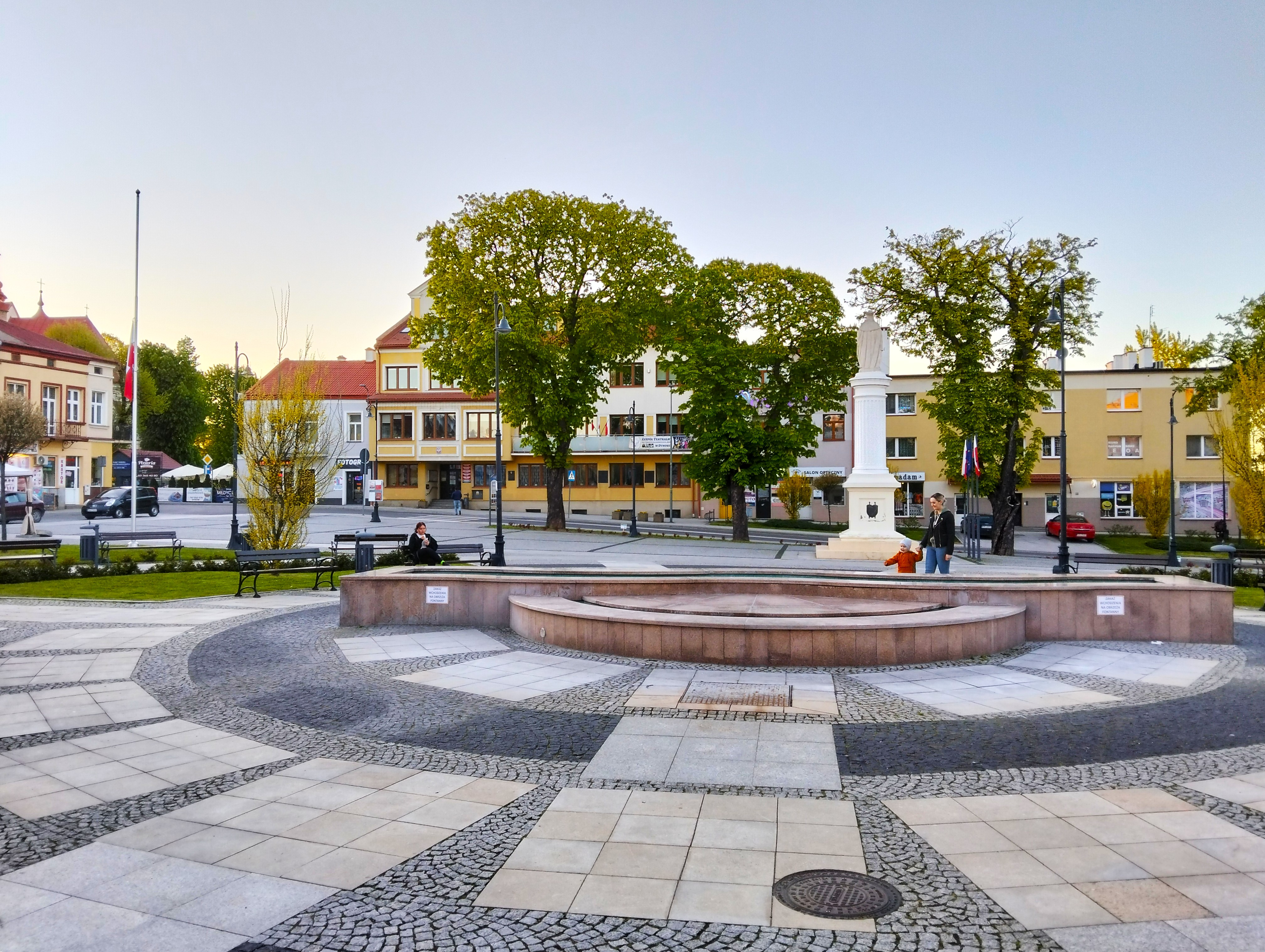
Rynek

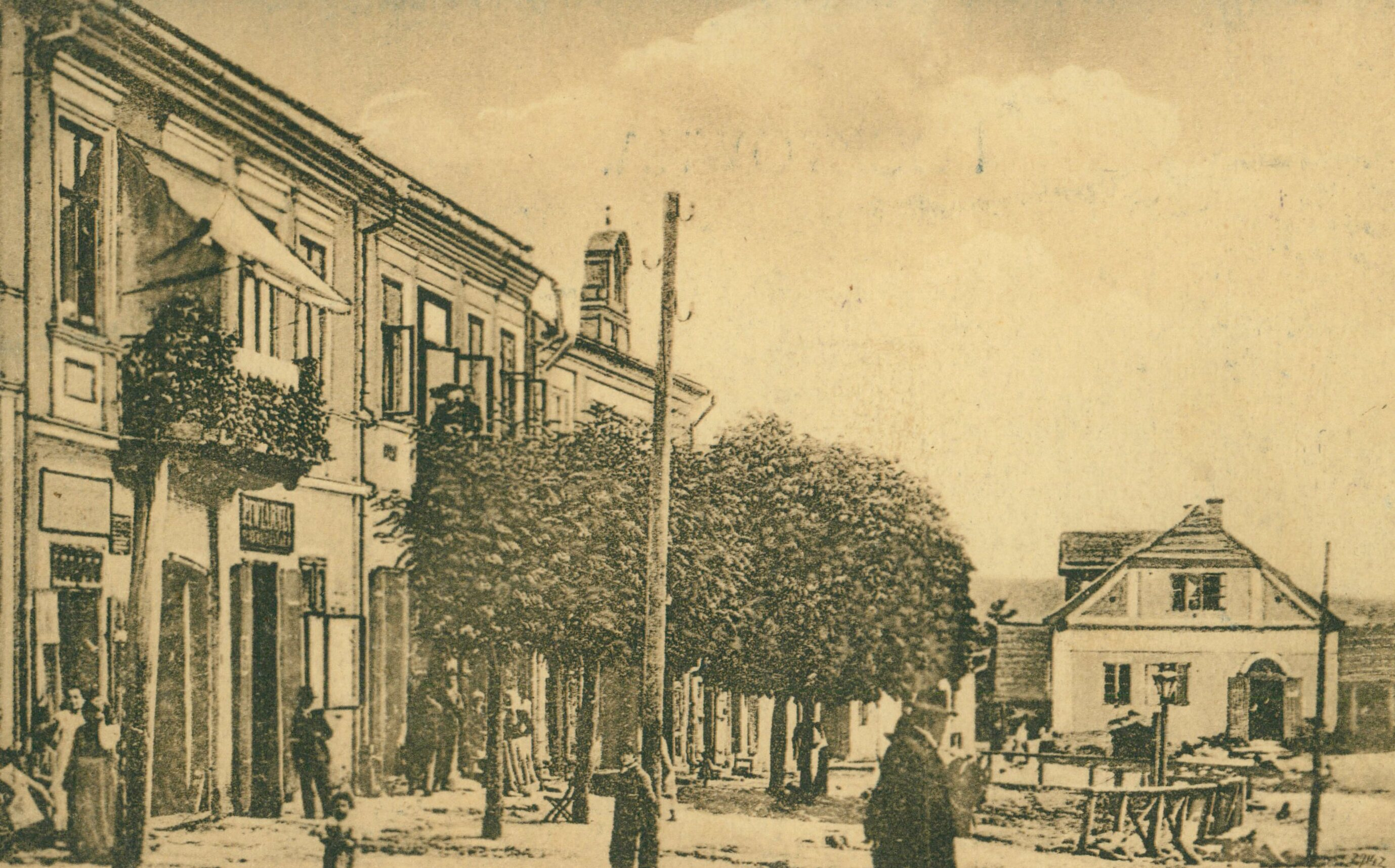
Rynek przed 1930

- W okresie panowania króla Kazimierza Wielkiego dobra Rzeszowskie wraz z Dynowem nadane zostały rycerzowi Janowi Pakosław de Strożyszcz. W posagu Dynów, Rzeszów i inne dobra otrzymał Kmita Sobieński, poślubiając córkę Augustyna z Rzeszowa;
- główna posiadłość Piotra Kmity – wojewody sandomierskiego, a później krakowskiego.
- 1409 – Po śmierci Piotra Kmity, kasztelana lubelskiego, dobra dynowskie wraz z Hyżnem odziedziczył jego syn Piotr Lunak Kmita, mąż dziedziczki części Rzeszowa Ofki (Zofii) Rzeszowskiej;
- 1410 – pobyt króla Władysława Jagiełły po bitwie pod Grunwaldem, w której sławili się mieszkańcy Dynowa;
- 1424 – własność Andrzeja Wernera de Denow;
- 1429 – uzyskanie praw miejskich;
- 1436 – dobra dynowskie zagarnął bezprawnie stryj małoletniej wówczas Małgorzaty z Kmitów (ur. 1430) Mikołaj Kmita – kasztelan przemyski, zapoczątkowując spór, zakończony w 1441 r. nowym podziałem dóbr, które odzyskała Małgorzata Mościcowa, znana z fundacji kościoła w Dynowie;
- 4 kwietnia 1448 – Małgorzata z Kmitów Mościcowa z Dynowa – córka Piotra Lunaka Kmity i Zofii Rzeszowskiej –– Ofki (według spisu; właścicielka Jawornika Polskiego i wsi koło Dynowa), poślubiła w 1432 r. hrabiego Piotra Kunatha (podczaszego sandomierskiego), i w 1468 r.; Jana Jaksę de Zalaśna z Wielkich Mościsk, Koźmina ze Strzałkowic herbu Ostoja, i s. Andrzeja kasztelana, z nią dziedziczył Rzeszów i Dynów;
- 1462 – fundacja kościoła przez Małgorzatę i ustanowienie urzędu parafialnego przez biskupa Mikołaja Odrowąża Błażejowskiego;
- Po śmierci Małgorzaty Kmity Dynów dziedziczą jej synowie: Stanisław Dynowski, a po nim Jan Dynowski (który zmarł bezpotomnie w roku 1539). Kolejnymi spadkobiercami zostali bracia stryjeczni Mikołaj i Piotr Rzeszowscy herbu Doliwa. W roku 1496 sprzedali oni dobra dynowskie Janowi Amorowi Tarnowskiemu – kasztelanowi krakowskiemu. W roku 1532 Wapowscy przejęli dobra dynowskie od Tarnowskich;
- 1540 – Dynów własnością rodu Wapowskich: Piotra Wapowskiego (który był stolnikiem sanockim) i potem Katarzyny Wapowskiej, a po niej – syna, Jana Stanisława Wapowskiego. Po jego śmierci w 1632 r. (gdy nagrobek w kościele wystawiła mu wdowa Magdalena Wapowska z Jordanów) Dynów przejął syn Karol Wapowski, który w 1644 r. sprzedał okoliczne dobra Marcinowi Konstantemu Krasickiemu
- 1604 – dotacja na wyposażenie kościoła przez Katarzynę Wapowską de Maciejowice – Maciejowska;
- 1617 – konsekracja kościoła pw. św. Wawrzyńca przez arcybiskupa lwowskiego Andrzeja Pruchnickiego;
- 1632 – Szymon Starowolski pisze, że „Rymanów, Dynów i Lesko swoje zamki mają”;
- 1644 – własność Marcina Konstantego Krasickiego;
- 1657 w czerwcu – zniszczenie miasta, zamku na skarpie w północno-wschodniej części grodu, oraz spalenie kościoła parafialnego św. Wawrzyńca, przez wojska Rakoczego;
- 1663 – odbudowa kościoła ze zniszczeń wojennych i poświęcenie go przez biskupa Stanisława Sarnowskiego. W tych latach istniały jeszcze: kościół – przytułek pw. Zwiastowania Najświętszej Marii Panny i kościół św. Krzyża przy wyjeździe na Dubiecko;
- 1672 – najazd Tatarów pod dowództwem nurredina sołtana Safę Gereja;
- 1686 – Jerzy Krasicki, stolnik przemyski, umierając zapisał dobra koło Dynowa żonie księżnie Teofili Czartoryskiej, która następnie wyszła za księcia Grzegorza Antoniego Ogińskiego – Wielkiego Hetmana Litewskiego;
- 1691 – Grzegorz Antoni Ogiński wydał zarządzenie porządkowe i przywileje dla Dynowa, gdzie podkreślano, że chcąc podnosić miasto, które od węgierskiej wojny jest spustoszone nadaje mu się przywilej;
- 19 listopada 1702 r. generał szwedzki Magnus Stenbock wysłał z Rzeszowa na Dynów 300-osobowy oddział jazdy w celu schwytania Grzegorza Ogińskiego, stronnika króla Augusta II. Nie mogąc dostać starosty wołkowyskiego, Szwedzi spalili Dynów i złupili okoliczne dobra. Grzegorz Ogiński rządził Dynowem aż do śmierci w 1709 r., i Dynów odziedziczyła córka Pacowa z Ogińskich, a po niej jej córka Piotrowa Ożarowska z Paców;
- 1781 – Adam Poniński sprzedał Dynów w imieniu dziedziczki Felicji z Paców Ożarowskiej Stanisławowi Trzecieskiemu i dziedziczyli go: Józef, Zbigniew i Stefan Trzeciescy. Trzesiescy herbu Strzemię pozostawali właścicielami do 1944 r.;
- W 1786 r. notował Ewaryst Andrzej Kuropatnicki w swym "Opisaniu królestw Galicyi i Lodomeryi": Dynów. Miasto, prócz kościoła wspaniałego, nasiadłe żydami, nie ma żadnej ozdoby[9].
- 1809 – Gdy w ziemi sanockiej wybuchła wojna polsko-austriacka, na jej czele stanął gen. Ksawery Krasicki, były oficer kościuszkowski, a zorganizowanym na terenach przyległych do Dynowa, oddziałom dowodził dziedzic Nozdrzca, Tadeusz Prek. Władzę administracyjno-polityczną pełnił Józef Parys.
- Jakub Trzecieski (1766–1830) utworzył wśród mieszczan Dynowską Gwardię Narodową;
- ok. 1814 r. Jakub Trzecieski wzniósł w odziedziczonym Dynowie dwór o klasycyzujących formach, który zachował się do czasów II wojny światowej. Kilka lat przed wybudowaniem posiadłości ożenił się z Franciszką Głogowską i miał z nią sześcioro dzieci o imionach: Józef, Hieronim, Henryk, Stanisław, Katarzyna i Antonina;
- podczas zaboru austriackiego przez pewien czas jako miasto wchodziło w skład obwodu sanockiego[10];
- Zbigniew Trzecieski (1837–1906) – wnuk Jakuba, syn Józefa – dziedzic Dynowa był członkiem towarzystw galicyjskich, m.in. Towarzystwa Rolniczego w Krakowie, Galicyjskiego Towarzystwa Gospodarskiego we Lwowie, Towarzystwa Kredytowego Ziemskiego we Lwowie i Galicyjskiego Towarzystwa Łowieckiego;

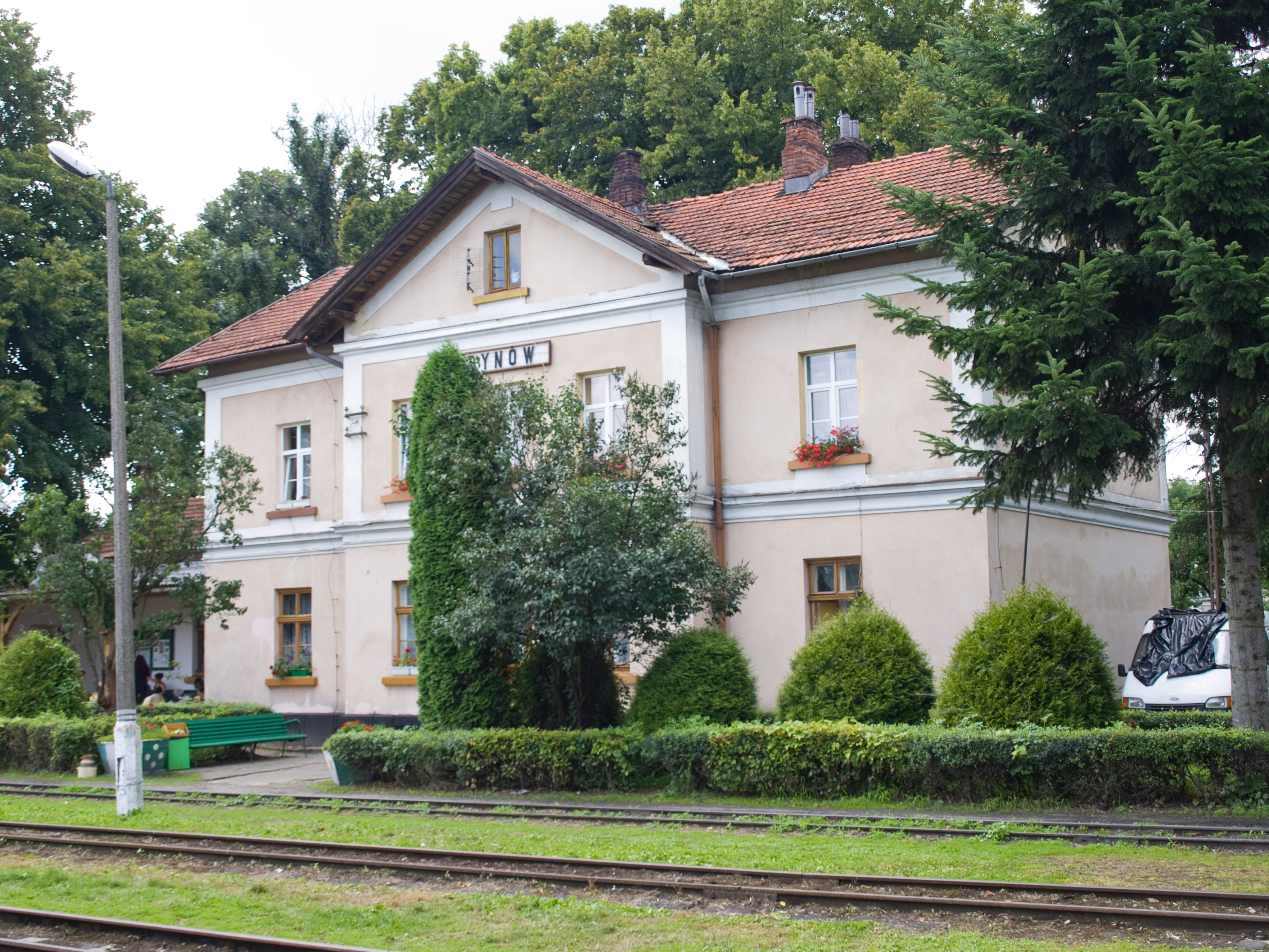
Dworzec kolei wąskotorowej w Dynowie

- 1900–1904 wybudowanie i otwarcie wąskotorowej Przeworskiej Kolei Dojazdowej (Przeworsk – Dynów);
- 29 marca 1904[11] – pożar[12]
- 1919 – pozbawienie praw miejskich;
- 13 września 1939 – walki obronne 11 Pułku Piechoty kroczącego z Birczy w kierunku Przemyśla i wkroczenie wojsk niemieckich;
- połowa września 1939 – Niemcy urządzają pogrom ludności żydowskiej, mordując co najmniej 200 osób. Drugiego dnia pogromu zostaje spalona miejscowa synagoga wraz z co najmniej 50 spędzonymi do środka Żydami. 28 września ocaleni z pogromu Żydzi zostają wypędzeni przez Niemców na prawy brzeg Sanu, zajęty przez sowietów;

- W czasie okupacji działała tu Placówka AK Błażowa z Dynowem, na czele której stanął krypt. „Buk” – Stanisław Jakubczyk ps. „Chrobry” Podobwód Rzeszów-Południe AK;
- 28 lipca 1944 – wkroczenie wojsk sowieckich;

- 5 marca 1945 – Dragan Sotirovič został przypadkowo aresztowany przez NKWD pod Dynowem, gdzie dowodząc kompanią ze Zgrupowania Warta bronił Polaków przed UPA;
- 1946 – przywrócenie praw miejskich.

## Zabytki
- kościół parafialny św. Wawrzyńca
- pozostałości murów miejskich z drugiej połowy XVII wieku
- dworki z okresu XVIII – XIX wieku
  - Dwór Trzecieskich – wzniesiono w 1750 lub w 1760, a w 1784 r. Stanisław Trzecieski kupił dobra dynowskie od Piotra Ożarowskiego. Po nim właścicielami dworu byli kolejno: Józef, Zbigniew i Stefan Trzeciescy. W tej rodzinie majątek pozostawał do zakończenia II wojny światowej. Na tym terenie znajduje się zabytkowy dąb.
- Wielka Synagoga w Dynowie
- Stary cmentarz żydowski w Dynowie
- Nowy cmentarz żydowski w Dynowie

## Atrakcje turystyczne
- Przeworska Kolej Dojazdowa

## Transport

### Drogi wojewódzkie
W granicach miasta przebiegają drogi wojewódzkie:
- nr 884 (ulica Węgierska)
- nr 835 (Obwodnica Dynowa)

30 grudnia 2020 roku otwarto obwodnice miasta w ciągu DW 835. Wraz z otwarciem obwodnicy DW835 zmieniła przebieg i nie przechodzi przez centrum miasta.

### Kolej
8 września 1904 otwarto kolej wąskotorową do Przeworska. Aktualnie kolej działa jako atrakcja turystyczna.

## Wspólnoty wyznaniowe
- Kościół rzymskokatolicki:

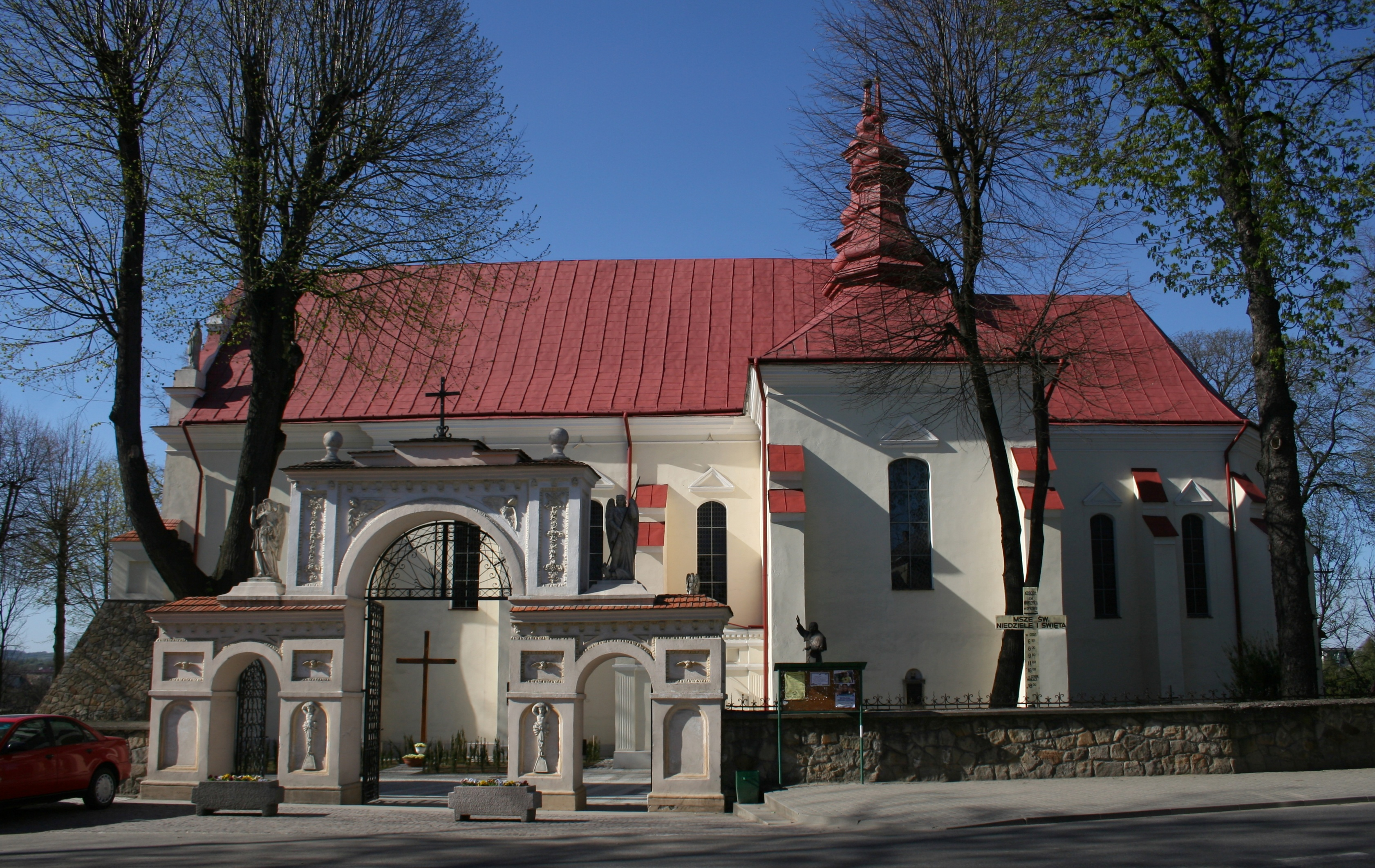
Kościół parafialny pod wezwaniem św. Wawrzyńca

  - parafia św. Wawrzyńca wraz z kościołem św. Wawrzyńca
  - parafia św. Bartłomieja wraz z kościołem św. Bartłomieja
- Świadkowie Jehowy:
  - zbór, Sala Królestwa[16].

## Sąsiednie gminy
- Dynów, Nozdrzec